# Thomas-Marie Royou
Thomas-Marie Royou (1743 – 1792) è stato un giornalista francese.
Meglio noto come Abate Royou, fu professore di filosofia, ma si illustrò, soprattutto, come giornalista.
Prima della rivoluzione francese si era distinto quale avversario dell'Illuminismo (il cosiddetto parti philosophique), scrivendo per il periodico L'Année littéraire, fondato il 3 febbraio 1754 e diretto da Élie Fréron, cognato di Royou. 
Entrò in una disputa con l'astronomo Jean Sylvain Bailly e la sua concezione della storia in quanto essa non rispettava la cronologia dei testi sacri biblici.
Nel 1776, alla morte di Fréron, Royou assunse la direzione del periodico al posto dell'ancora troppo giovane nipote Louis-Marie Stanislas Fréron, comunque destinato ad un'importante carriera da pubblicista.
L'abate Royou collaborò anche, da giornalista, al periodico Journal de Monsieur, soppresso nel 1783 su richiesta della Académie française che lamentava la pubblicazione di un rendiconto di una seduta dal tono giudicato irrispettoso.
Allo scoppio della rivoluzione, nel 1790, Royou, assieme a Montjoye, Julien Louis Geoffroy ed al fratello, lo storico Jacques Corentin Royou, fondò L'Ami du roi, all'epoca certamente il più importante fra i fogli realisti rispetto ai coevi Les Actes des Apôtres, Les sabats jacobites e La Rocambole des journaux.
L'Ami du roi fu, in ogni caso, soppresso per decreto il 4 maggio 1792.  Royou venne accusato di "abuso della libertà di stampa" e tradotto in giudizio. L'abate si sottrasse alla cattura ma, già malato, morì poco dappresso.